# 李五四
李五四（1954年5月—），河北曲阳县人，籍貫河北，中共中央黨校在職研究生學歷。
曾供职于河北邯郸国棉一厂、解放军103野战医院、北京电影制片厂。后进入国家监察部，2012年，担任中央纪委驻国家人口计生委纪检组组长。2013年4月，任中央纪委驻国家食品药品监督管理总局纪检组组长。2016年1月，升任中纪委驻国家卫计委纪检组长。